# Qutrit
Un qutrit est une unité d'information quantique qui existe comme une superposition de trois états quantiques orthogonaux.
Le qutrit est analogue au trit classique, tout comme le qubit, particule quantique de deux états possibles, est analogue au bit classique.

## Représentation
Un qutrit a trois états de base orthogonaux, ou vecteurs, souvent dénotés | 0⟩ | 1⟩ et | 2⟩ en notation Dirac ou notation bra-ket. Ils sont utilisés pour décrire le qutrit comme une superposition sous la forme d'une combinaison linéaire des trois états:
{\displaystyle |\psi \rangle =\alpha |0\rangle +\beta |1\rangle +\gamma |2\rangle },
où les coefficients sont des amplitudes de probabilité de sorte que la somme de leurs carrés est l'unité:
{\displaystyle |\alpha |^{2}+|\beta |^{2}+|\gamma |^{2}=1\,}
Les états de base de qutrit sont orthogonaux. Les Qubits réalisent cela en utilisant l'Espace de Hilbert H 2, correspondant à spin-up et spin-down. Les qutrits requièrent un espace de Hilbert de dimension supérieure, à savoir H 3.
Une chaîne de n qutrits représente 3n états différents simultanément.
Les qutrits ont plusieurs caractéristiques particulières lorsqu'ils sont utilisés pour stocker des informations quantiques. Par exemple, ils sont plus robustes à la décohérence sous certaines interactions environnementales. [1][Quoi ?] En réalité, manipuler les qutrits directement peut être difficile, et une façon de le faire est d'utiliser une intrication avec un qubit. [2][Quoi ?]